# Gabriel Mvumvure
Gabriel Mvumvure (né le 23 février 1988) est un athlète zimbabwéen, spécialiste du sprint.

## Biographie
Il a remporté deux médailles d'or lors des Championnats d'Afrique juniors d'athlétisme 2007 sur 100 et 200 m. Il a participé aux 12es et 13es championnats du monde ainsi qu'aux championnats du monde junior de 2006 à Pékin.
Il détient le record du relais 4 × 100 m du Zimbabwe en 39 s 16 lors des Jeux africains de 2007 (médaille de bronze).
Le 8 juin 2013, à Montverde, Gabriel Mvumvure franchit pour la première fois de sa carrière la barrière des dix secondes en établissant le temps de 9 s 98 (+1,9 m/s).
Le 9 avril 2016, il court en 10 s 14 à Baton Rouge, minima pour les Jeux olympiques de Rio.

## Palmarès
| Date | Compétition                    | Lieu        | Résultat | Épreuve   | Temps   |
| ---- | ------------------------------ | ----------- | -------- | --------- | ------- |
| 2007 | Jeux africains                 | Alger       | 6e       | 200 m     | 21 s 22 |
| 2007 | Jeux africains                 | Alger       | 3e       | 4 × 100 m | 39 s 16 |
| 2007 | Championnats d'Afrique juniors | Ouagadougou | 1er      | 100 m     | 10 s 51 |
| 2007 | Championnats d'Afrique juniors | Ouagadougou | 1er      | 200 m     | 21 s 03 |
| 2016 | Championnats d'Afrique         | Durban      | 4e       | 200 m     | 20 s 83 |
| 2016 | Championnats d'Afrique         | Durban      | 8e       | 4 x 100 m | 41 s 02 |

## Records
| Épreuve | Performance        | Lieu         | Date          |
| ------- | ------------------ | ------------ | ------------- |
| 60 m    | 6 s 60 (RN)        | Sopot        | 8 mars 2014   |
| 100 m   | 9 s 98 (+1,9 m/s)  | Montverde    | 8 juin 2013   |
| 200 m   | 20 s 67 (+1,8 m/s) | Coral Gables | 16 avril 2011 |